# Luigi Magrini (inventore)
Luigi Magrini (Milano, 16 febbraio 1864 – Bergamo, 7 aprile 1933) è stato un inventore e imprenditore italiano.

## Biografia
Nato a Milano nel 1864, figlio di Alessandro, insegnante di fisica e di matematica, e nipote di Luigi, fisico e studioso di elettromagnetismo. Si trasferì a Bergamo con la famiglia originaria di Udine nel 1867, vinse la medaglia d'oro del Concorso Maccarini per un lavoro di fisica e si laureò in ingegneria industriale presso il Politecnico di Milano (1885) dedicandisi all'insegnamento e alla ricerca applicata presso la Reale scuola tecnica di Bergamo. Creò (1887) e diresse per un decennio la Centrale elettrica di Santa Lucia, sita nei pressi della roggia Curna poco fuori porta Broseta a Bergamo e dotata di sei dinamo. Fondò una società per la distribuzione dell'energia elettrica (da lui diretta tra il 1881 e il 1897) che illuminava il Sentierone (la passeggiata elegante della città bassa) tramite una linea elettrica alimentata a corrente continua, in sostituzione delle lampade a gas e brevettò nuove apparecchiature e soluzioni elettromeccaniche.

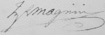
Firma

Mentre dirigeva questa Centrale elettrica, si dedicò a migliorare l’efficienza e la sicurezza delle apparecchiature di produzione e di distribuzione dell’elettricità. Sfruttò tali invenzioni nella progettazione e nella costruzione di diverse centrali termoelettriche della provincia di Bergamo e altrove oltre che per realizzare la rete per la distribuzione dell’elettricità e per l'illuminazione di Napoli e dei comuni limitrofi (1899-1902). Il 28 gennaio 1904, rinnovò il Laboratorio Elettrotecnico Ing. Luigi Magrini (LEILM) insieme a Guido Pesenti, Alberto Fantini ed Egidio Mazzucconi che si dedicò alla produzione di interruttori e di selezionatori elettrici di bassa tensione da quadro. In seguito, sviluppò delle apparecchiature elettriche di alta tensione. Stipulò un accordo per scambiare brevetti relativi alla bassa tensione con la compagnia americana Westinghouse Electric Manufacturing Company (1929) di Pittsburgh espandendo il proprio mercato, già ben sviluppato in Italia, nell'Unione Sovietica, in Francia, in Austria, nel Belgio, in Egitto e in Turchia.
Fu docente di Elettrotecnica e di Esercitazioni di elettrotecnica presso la Reale scuola tecnica di Bergamo dove insegnò per vent'anni. Nominato cavaliere al merito del lavoro (1913), si spense nel 1933 e riposa nella cappella di famiglia presso il Cimitero monumentale di Bergamo. Nel 1949, il Comune di Bergamo gli ha intitolato la via dove sorgeva la fabbrica del LEILM..

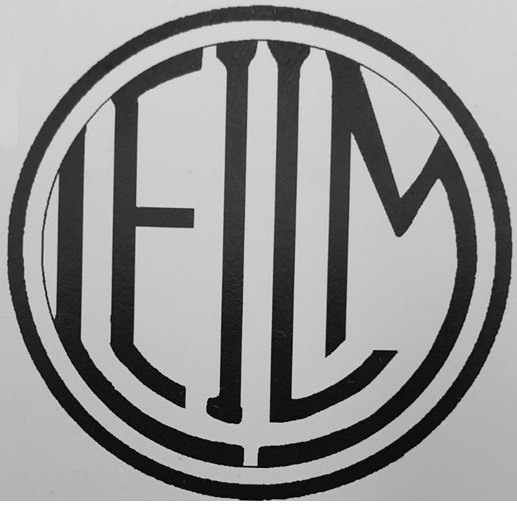
Logo del LEILM